# 五軍営 (李氏朝鮮)
五軍営（オグニョン）は、李氏朝鮮中期〜後期に存在した5つの軍営の総称。
李氏朝鮮にはすでに中央軍である五衛が存在していたが，1592年〜1598年に起きた壬辰倭乱・丁酉倭乱（文禄・慶長の役）で五衛の無力さが露呈し，宣祖代から肅宗代にかけて訓錬都監・御営庁・摠戎庁・守禦庁・禁衛営が順に設置された，主に漢陽と京畿道を防衛した軍である。
1881年（高宗18年）に五軍営から80人が選ばれ武衛営（後の別技軍）に所属した。

## 訓錬都監
訓錬都監（フルリョントガム），壬辰倭乱戦中の1593年（宣祖26年），柳成龍の進言により戦術訓練を主とした軍営として設立され，翌年から防衛部隊として認定された。戦後は首都である漢陽防衛と新兵の訓練が主な任務となり，約1,000人規模の職業軍人組織となった。1882年に廃止された。都監は慶熙宮の東に設置されていた。

## 御営庁
御営庁（オヨンチョン），1623年（仁祖1年）に設立され，漢陽の防衛を司る6,000人規模の軍営であった。
宗廟の南東に設置されていた。

## 摠戎庁
摠戎庁（チョンヨンチョン）は1624年（仁祖2年）に設置された，漢陽の郊外と北漢山城を中心とする京畿道北部の防衛を司る軍営。兵員は最大で20,000人だった。北漢山城に設置されていた。1884年（高宗21年）に廃止された。

## 守禦庁
守禦庁（スオチョン）は1626年（仁祖4年）に設置された，京畿道南部と南漢山城の防衛を司る軍営。
兵員は6,000人規模だった。1894年（高宗31年）に廃止された。

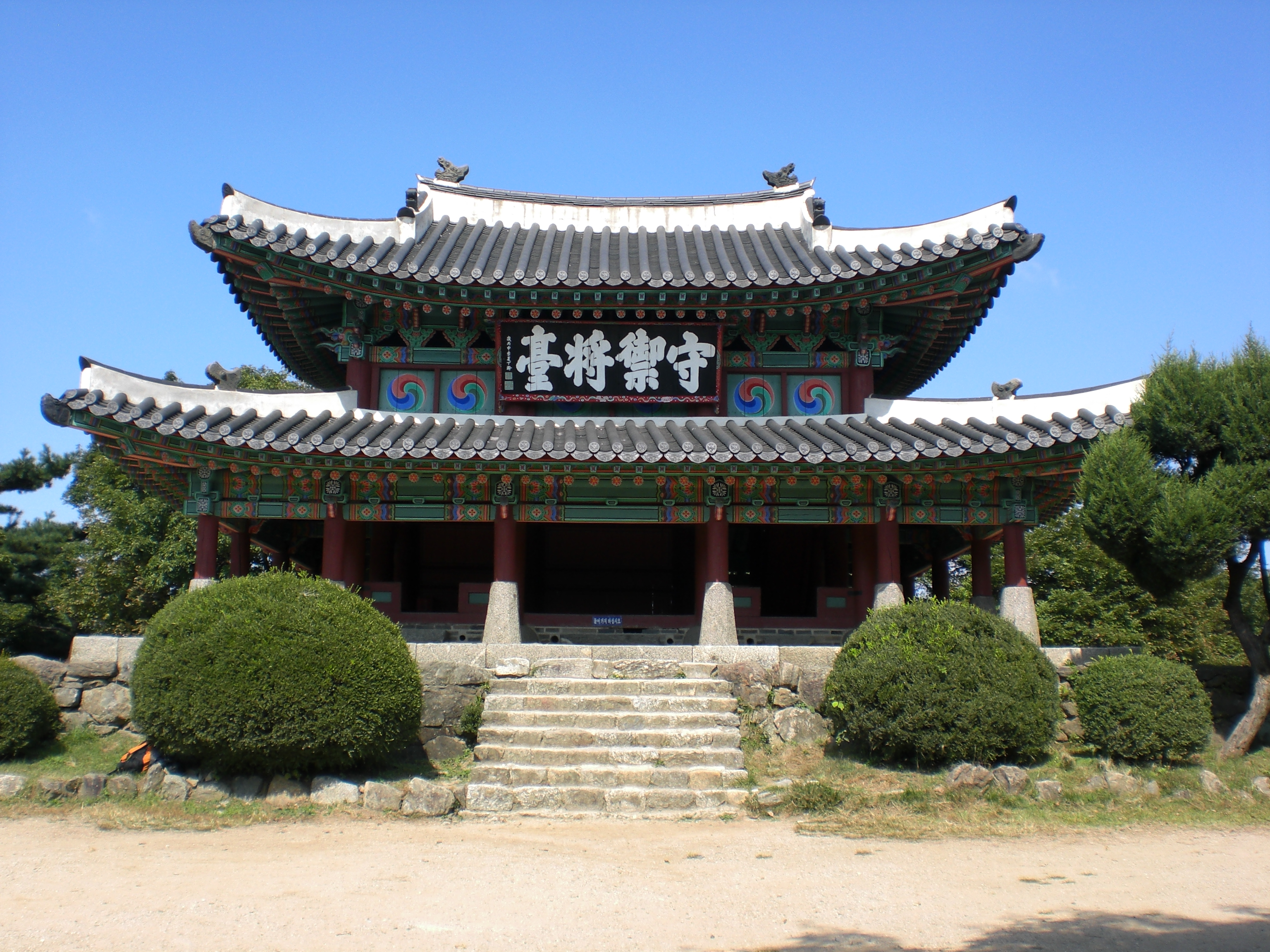
南漢山城の守禦将台（西将台）

## 禁衛営
禁衛営（クミヨン）は1682年（肅宗8年）に内禁衛が兼司僕，羽林衛と統合し内三庁の付属になったことで権限が縮小され新たに王の近衛機関として設置された。昌徳宮敦化門の南西に設置されていた。

## 三軍
訓錬都監，御営庁，禁衛営は漢陽防衛を司る軍として“三軍”と呼ばれた。漢陽の東北部を御営庁が，西北を訓錬都監が，南を禁衛営が担当した。
昌慶宮内に訓局軍番所，御局軍番所が設置された。

## 階級
| 五軍営   | 五軍営       | 五軍営           | 五軍営                      | 五軍営             | 五軍営           | 五軍営           |
| 呼 称    | 官位         | 訓錬都監         | 御営庁                      | 摠戎庁             | 守禦庁           | 禁衛営           |
| 呼 称    | 官位         | 官名             | 官名                        | 官名               | 官名             | 官名             |
| -------- | ------------ | ---------------- | --------------------------- | ------------------ | ---------------- | ---------------- |
| 大 監    | 正一品       | 都提調           | 都提調                      |                    |                  | 都提調           |
| 大 監    | 従一品       |                  |                             |                    |                  |                  |
| 大 監    | 正二品       | 提調             | 提調                        |                    | 使               | 提調             |
| 令 監    | 従二品       | 大将 中軍        | 大将 中軍                   | 使 中軍            |                  | 大将 中軍        |
| 令 監    | 正三品堂上官 | 別将 千摠 局別将 | 別将 千摠 別後部千摠 騎士将 | 千摠 鎮営将 管城将 | 中軍 鎮営将 別将 | 別将 千摠 騎士将 |
| ナ ウ リ | 正三品堂下官 |                  |                             |                    |                  |                  |
| ナ ウ リ | 従三品       |                  |                             |                    |                  |                  |
| ナ ウ リ | 正四品       |                  |                             |                    |                  |                  |
| ナ ウ リ | 従四品       | 把摠             | 把摠 外方兼把摠             | 把摠               | 把摠             | 把摠             |
| ナ ウ リ | 正五品       |                  |                             |                    |                  |                  |
| ナ ウ リ | 従五品       |                  |                             |                    |                  |                  |
| ナ ウ リ | 正六品       |                  |                             |                    |                  |                  |
| ナ ウ リ | 従六品       | 従事官           | 従事官                      |                    |                  | 従事官           |
| ナ ウ リ | 正七品       |                  |                             |                    |                  |                  |
| ナ ウ リ | 従七品       |                  |                             |                    |                  |                  |
| ナ ウ リ | 正八品       |                  |                             |                    |                  |                  |
| ナ ウ リ | 従八品       |                  |                             |                    |                  |                  |
| ナ ウ リ | 正九品       |                  |                             |                    |                  |                  |
| ナ ウ リ | 従九品       | 哨官             | 哨官                        | 哨官               | 哨官             | 哨官             |